# Desmond Armstrong
Desmond Kevin Armstrong (Washington, 2 de novembro de 1964) é um ex-futebolista norte-americano que atuou no meio-de-campo e defesa da Seleção Americana entre 1987 e 1994.

## Biografia
Armstrong nasceu e cresceu na cidade de Washington, D.C.. Aos 11 anos de idade, o jovem foi selecionado por um treinador local para uma escolinha de futebol. A partir desse momento, ele se decidiu por seguir a carreira de futebolista, começando a jogar pela Howard High School em Ellicott City, no estado de Maryland.

## Universidade
A carreira universitária de Armstrong começou na Universidade de Maryland (também conhecida como College Park), onde sempre fez parte do principal time da sua respectiva idade nos anos de 1983, 1984 e 1985. No total ele fez 78 partidas representando a Universidade, marcando 24 gols e dando 18 assistências.

## Carreira

### Clubes
Em 1986, ele fez parte do Fairfax Spartans Club, que venceu uma liga nacional amadora dos Estados Unidos, batendo o St. Louis Busch por 3 a 0. O Fairfax Spartans ainda contava com outros jogadores como John Kerr, Bruce Murray e John Stollmeyer, além de Armstrong. 
Depois, ele jogou duas temporadas pelo Cleveland Force na Major Indoor Soccer League (MISL) de 1986 até 1988. 
No final da temporada seguinte, se transferiu para o Baltimore Blast. Entretanto, no dia 14 de janeiro de 1989, fraturou a perna numa disputa no meio da temporada. 
Já em fevereiro de 1991, ele assinou com o Santos. Estreou em um amistoso contra a Francana, entrando no segundo tempo, em 27 de fevereiro de 1991. Sua última partida foi em 10 de março, pelo Campeonato Brasileiro, onde foi o titular da lateral direita na derrota para o Flamengo por 1 a 0, em partida realizada no Estádio Caio Martins, em Niterói.
Depois de uma temporada no time da Vila Belmiro, onde se tornou o 1º jogador norte-americano a atuar profissionalmente no Brasil, Armstrong voltou a sua terra natal, para defender o Maryland Bays, na extinta APSL. Naquele ano, os 'Bays' só foram parados nas semifinais pelo Albany Capitals, de Nova York.
Depois, ainda jogou por mais dois anos no Charlotte Eagles na USISL para então encerrar a carreira profissional.

### Seleção Americana
Sua primeira aparição no time norte-americano de futebol foi em 1987, em uma partida contra o Egito.
Também fez parte do elenco americano que foi para as Olimpíadas de 1988 em Seul, na Coreia do Sul. Sua boa performance no time olímpico, rendeu elogios da imprensa americana, e ele também foi convocado para disputar a competição mais importante da sua carreira, a Copa de 1990, na Itália. Entretanto, ele jamais marcou um gol vestindo a camisa da Seleção Norte-Americana, apesar de ter sido capitão do time em algumas de suas 81 partidas oficiais pelo time. Armstrong seria convocado para defender o selecionado até 1994, mas, preterido por Bora Milutinović na lista de 22 jogadores que disputariam a Copa realizada justamente nos EUA, trabalhou na ESPN, comentando os jogos da competição. Ele ainda exerceria a função na ABC Sports.

## Pós-carreira
Hoje, Armstrong ministra aulas de futebol pelos Estados Unidos e Canadá. Em 1999 por exemplo, ele se tornou técnico do Montreat College Cavaliers, na cidade de mesmo nome, no estado americano da Carolina do Norte.
Teve outros empregos também como assistente do HFC Vipers de Asheville, também na Carolina do Norte.
Depois de deixar Montreat, Armstrong retornou ao seu estado natal, onde é técnico e dá assistências a projetos de desenvolvimento do futebol.